# Вилово (Красноярский край)
Вилово — упразднённая деревня в Большеулуйского района Красноярского края. На момент упразднения входила в состав Бычковского сельсовета. Упразднена не ранее 1972 года.

## География
Располагалась на правом берегу реки Персияновка (приток Чулым), на расстоянии приблизительно 2,5 км по прямой к северо-западу от деревни Красная Заря.

## История
Основана в 1904 году. По данным на 1926 год деревня Вилова состояла из 36 хозяйств. В административном отношении являлась центром Виловского сельсовета Ачинского района Ачинского округа Сибирского края.
Упразднена в 1970-е годы.

## Население
По данным переписи 1926 года в деревне проживало 206 человек (97 мужчин и 109 женщин), основное население — латгальцы.